# Sibyl (U-Boot)
HMS Sibyl war ein U-Boot der britischen Royal Navy im Zweiten Weltkrieg.

## Geschichte
Die Sibyl (siehe Sibylle) war ein Boot des dritten Bauloses der erfolgreichen S-Klasse. Sie wurde am 31. Dezember 1940 bei Cammell, Laird & Company im nordwestenglischen Birkenhead aufgelegt, lief am 29. April 1942 vom Stapel und wurde von der Royal Navy am 16. August 1942 in Dienst gestellt. Das Boot wurde im Mittelmeer und im Pazifikkrieg eingesetzt.
Die Sibyl torpedierte und versenkte am 14. März 1943 sechs Seemeilen vor Capo Gallo (Sizilien) bei 38° 14′ N, 13° 13′ O den italienischen Frachter Pegli (1595 BRT). Am 11. April griff sie 10 Seemeilen vor Punta Raisi (Sizilien) bei 38° 19′ N, 13° 0′ O den italienischen Frachter Fabriano (ex franz. Mayenne; 2943 BRT) erfolglos mit vier Torpedos an.
Am 22. September 1943 griff die Sibyl fünf Seemeilen südlich von Sestri Levante (Italien) bei 44° 11′ N, 9° 24′ O ein auf 1500 BRT geschätztes Transportschiff in einem deutschen Geleitzug erfolglos mit vier Torpedos an. Am folgenden Tag wurde acht Seemeilen westlich von Sestri Levante bei 44° 13′ N, 9° 13′ O das vichyfranzösische Transportschiff St. Nazaire (2910 BRT) mit Torpedos versenkt. Am 30. September wurde der deutsche Hilfsminensucher M 7022 Hummer (ex franz. Auguste Denise; 278 BRT) 12 Seemeilen nordöstlich von Bastia (Korsika) bei 42° 49′ N, 9° 40′ O durch Torpedotreffer versenkt. Die Sibyl versenkte zwischen dem 19. und dem 21. November 1943 im Themaischen Golf vier griechische Segelschiffe mit dem Deckgeschütz. Am 8. und 9. Januar 1944 versenkte sie vor Kap Baba (Türkei) zwei griechische Segelschiffe. Am 8. Februar 1945 griff sie vor Kreta (Griechenland) bei 34° 40′ N, 25° 0′ O den deutschen Tanker Centaur (1267 BRT) erfolglos mit zwei Torpedos an.
Zwischen dem 8. und dem 31. Mai 1945 versenkte die Sibyl in der Straße von Malakka fünf japanische Segelschiffe. Bis zum Juli 1945 wurden weitere elf kleinere Einheiten versenkt.
Die Sibyl wurde im März 1948 im schottischen Troon verschrottet.